# TMEM208
TMEM208 (англ. Transmembrane protein 208) – білок, який кодується однойменним геном, розташованим у людей на 16-й хромосомі. Довжина поліпептидного ланцюга білка становить 173 амінокислот, а молекулярна маса — 19 642.
| 10         |  | 20         |  | 30         |  | 40         |  | 50         |
| ---------- |  | ---------- |  | ---------- |  | ---------- |  | ---------- |
| MAPKGKVGTR |  | GKKQIFEENR |  | ETLKFYLRII |  | LGANAIYCLV |  | TLVFFYSSAS |
| FWAWLALGFS |  | LAVYGASYHS |  | MSSMARAAFS |  | EDGALMDGGM |  | DLNMEQGMAE |
| HLKDVILLTA |  | IVQVLSCFSL |  | YVWSFWLLAP |  | GRALYLLWVN |  | VLGPWFTADS |
| GTPAPEHNEK |  | RQRRQERRQM |  | KRL        |  |            |  |            |

A: Аланін

C: Цистеїн

D: Аспарагінова кислота

E: Глутамінова кислота

F: Фенілаланін

G: Гліцин

H: Гістидин

I: Ізолейцин

K: Лізин

L: Лейцин

M: Метіонін

N: Аспарагін

P: Пролін

Q: Глутамін

R: Аргінін

S: Серин

T: Треонін

V: Валін

W: Триптофан

Задіяний у таких біологічних процесах, як автофагія, ацетилювання, альтернативний сплайсинг. 
Локалізований у мембрані, ендоплазматичному ретикулумі.